# Zametopina
Genre
Zametopina est un genre d'araignées aranéomorphes de la famille des Thomisidae.

## Distribution
Les espèces de ce genre se rencontrent au Viêt Nam et en Chine.

## Liste des espèces
Selon World Spider Catalog (version 24, 04/02/2023) :
- Zametopina calceata Simon, 1909
- Zametopina wanliae Lin & Li, 2023

## Systématique et taxinomie
Ce genre a été décrit par Simon en 1909 dans les Thomisidae.

## Publication originale
- Simon, 1909 : « Étude sur les arachnides du Tonkin (1re partie). » Bulletin Scientifique de la France et de la Belgique, vol. 42, p. 69-147 (texte intégral).